# 875 North Michigan Avenue
Le 875 North Michigan Avenue (anciennement appelé John Hancock Center) est un gratte-ciel situé au 875 North Michigan Avenue dans le quartier de Streeterville à Chicago, dans l'État de l'Illinois, aux États-Unis. Dessiné par l'architecte Bruce Graham de la firme Skidmore, Owings and Merrill, le bâtiment atteint 344 mètres de hauteur et compte 100 étages. La flèche de l'antenne culmine à 457,2 mètres de hauteur.
Il est familièrement surnommé « Big John » par les Chicagoans.
Lorsque sa construction a été achevée en 1969, il était le deuxième bâtiment le plus haut du monde après l'Empire State Building à New York et le plus haut de Chicago. À ce jour, il est le cinquième plus haut gratte-ciel de la ville après la Willis Tower, la Trump Tower, le St. Regis Chicago et l'Aon Center. Le bâtiment abrite des bureaux, des commerces, des salles de sport, des salles de réunions, des restaurants (dont un qui se trouve au 95e étage), ainsi que des appartements résidentiels. Il est possible d'admirer le panorama de Chicago depuis le 94e étage, à 314 mètres d'altitude.
Depuis le restaurant du 95e étage, les visiteurs peuvent admirer le panorama sur Downtown Chicago et le lac Michigan. L'observatoire 360 Chicago, qui fait concurrence au Skydeck de la Willis Tower, offre une vue panoramique à 360° de la ville, de quatre États et porte le regard sur une distance de près de 130 km. Le 360 Chicago abrite le TILT, une plateforme mobile qui permet aux visiteurs de se pencher sur le bord du gratte-ciel à un angle de 30 degrés. Le hall d'entrée du 44e étage abrite la piscine intérieure la plus haute du monde, mesurée à partir de la hauteur au-dessus du sol.
Le bâtiment abrite les bureaux de plusieurs compagnies multinationales, des restaurants, des commerces, des salles de sport (piscines, salles de fitness), ainsi qu'environ 700 appartements en copropriété. À l'époque de son achèvement, il abritait la plus haute résidence du monde.
Le 875 North Michigan Avenue est le huitième gratte-ciel le plus haut du continent américain (le troisième si on compte ses antennes) et le quarante-et-unième plus haut du monde.

## Description
Lors de son inauguration en 1969, le 875 North Michigan Avenue devient le plus haut bâtiment du monde en dehors de la ville de New York. Il abrite encore actuellement le plus haut restaurant de la ville, le « Signature Room at the 95th ». L'ascenseur conduisant à l'observatoire du Chicago 360 est l'un des plus rapides du continent. Il parcourt plus de 300 mètres (1 000 pieds) en 40 secondes et atteint une vitesse de 9,2 m s−1.
L'immeuble abrite plusieurs bureaux et restaurants, ainsi qu'environ 700 appartements en copropriété. À son achèvement, le 875 North Michigan Avenue devient le plus haut gratte-ciel résidentiel du monde (jusqu'en 2009, date à laquelle la Trump Tower lui prend sa place de plus haut gratte-ciel résidentiel). Le bâtiment a été baptisé en l'honneur de la John Hancock Mutual Life Insurance Company, promoteur et premier locataire du bâtiment, qui a lui-même été baptisé en l'honneur du père fondateur des États-Unis John Hancock (1737-1793), président du second Congrès continental au cours duquel il signa en premier la Déclaration d'indépendance des États-Unis et premier gouverneur de l’État du Massachusetts (1780-1785).
Le bâtiment abrite l'émetteur de la chaîne WGBO-DT (canal 66) d'Univision, tandis que toutes les autres chaînes de télévision de la région métropolitaine de Chicago émettent depuis la Willis Tower. La chaîne WYCC (canal 20) du City Colleges of Chicago (le système de collèges publics communautaires de la région de Chicago) a émis depuis le bâtiment jusqu'en novembre 2017, date à laquelle elle a quitté les ondes dans le cadre de la vente aux enchères du spectre de la FCC en 2016.
Le 12 février 2018, la John Hancock Mutual Life Insurance Company a demandé que son nom et ses logos se trouvant à l'intérieur du bâtiment soient immédiatement retirés ; John Hancock n'avait pas conclu d'accord sur les droits d'appellation avec les propriétaires du gratte-ciel depuis 2013. Le nom de l'immeuble a ensuite été remplacé par son adresse de rue, le « 875 North Michigan Avenue » car son emplacement se trouve au numéro 875 sur Michigan Avenue (dans le quartier de Streeterville, dans l'est du secteur de Near North Side).

## Historique

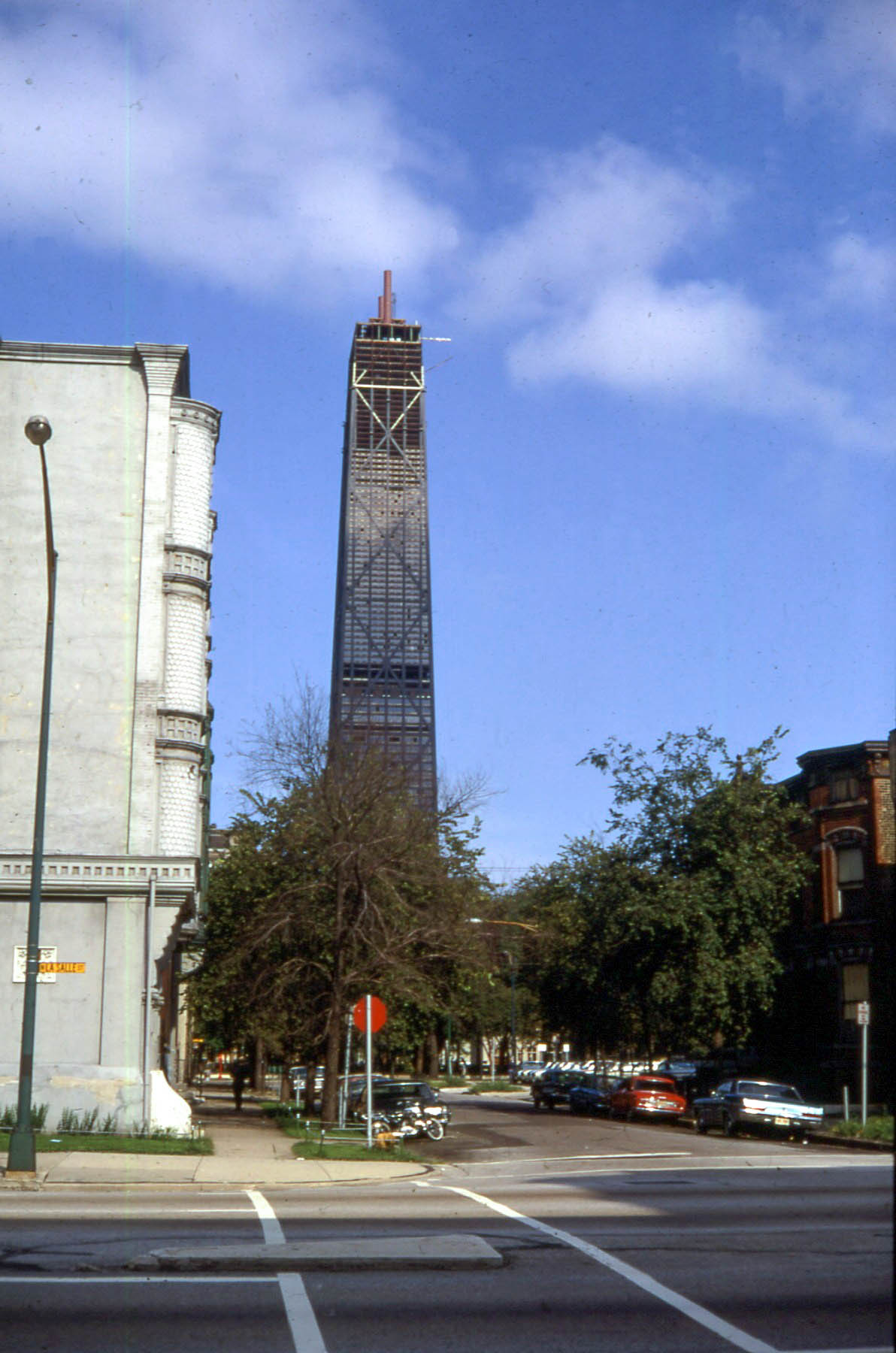
Le bâtiment lors de sa construction (août 1968).

En septembre 1964, le promoteur Jerry Wolman s'adressa au cabinet d'architecture Skidmore, Owings and Merrill (SOM), dont le siège est situé à Chicago, pour faire part de son projet concernant l'aménagement de son parking se trouvant dans le bloc délimité par Michigan Avenue, Delaware Place, Mies van der Rohe Way et Chestnut Street.
L'architecte Bruce Graham et l'ingénieur Fazlur Khan, tous deux membres de SOM, furent confrontés à un énorme défi en matière de conception. En effet l'empreinte du projet est relativement petite, mais la vision de Wolman est ambitieuse : bâtir une tour d'appartements et un immeuble de bureaux côte à côte, plus un parking imposé par les exigences de l'administration municipale de Chicago en matière de zonage. En novembre 1964, Graham suggèra à Kahn d'empiler les appartements sur les bureaux et locaux commerciaux.
Le projet fut financé par la compagnie d'assurance américaine John Hancock Mutual Life Insurance Company (aujourd'hui la John Hancock Financial). En 1965, les travaux de construction commencèrent. En 1966, le nom de « John Hancock Center » fut adopté.

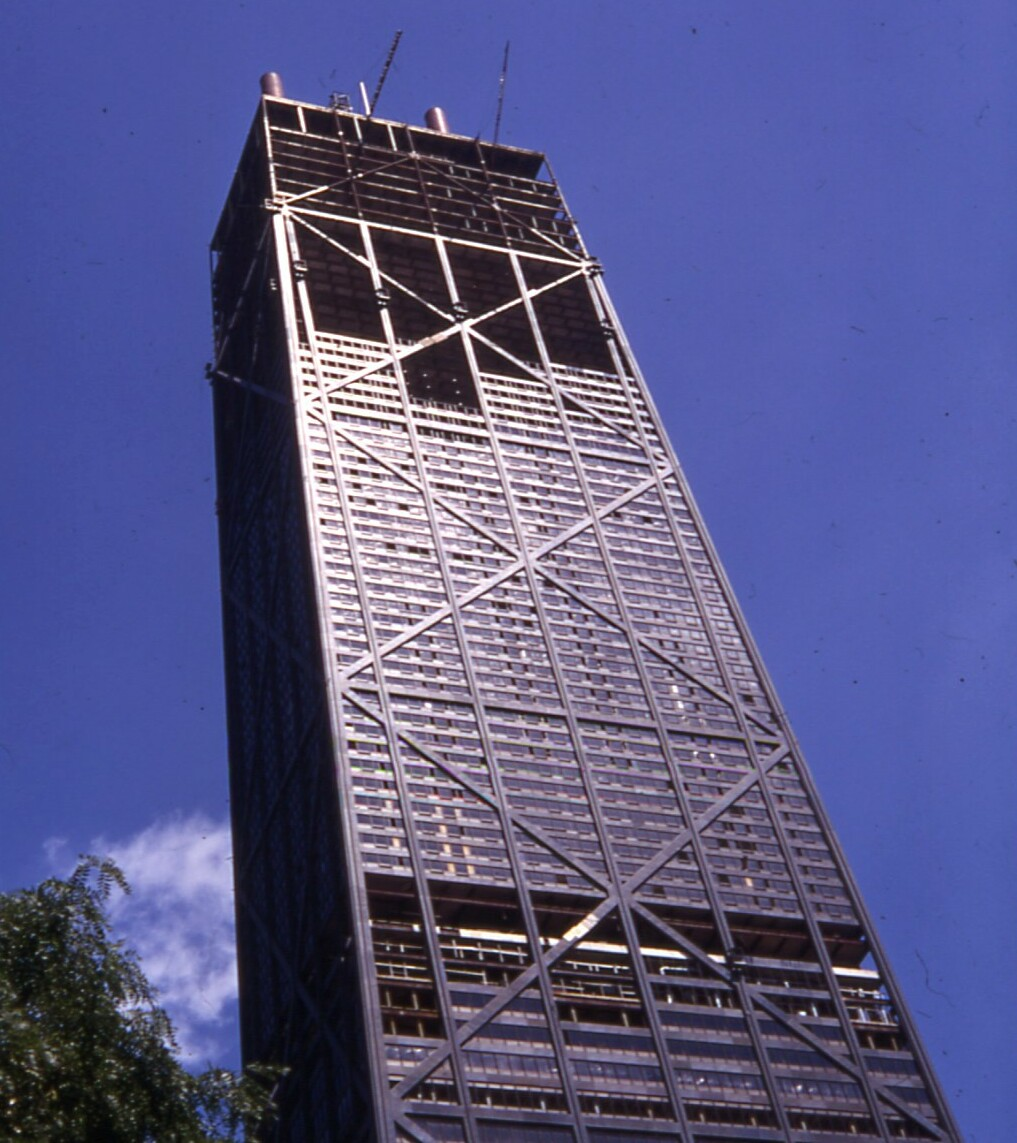
Le bâtiment lors de sa construction (août 1968).

En 1967, la construction de la tour fut interrompue en raison d'un défaut constaté lors de l'utilisation d'une nouvelle méthode d'ingénierie consistant à couler le béton en plusieurs étapes. Cette anomalie fut découverte alors que le bâtiment comptait 20 étages : les ingénieurs obtinrent les mêmes tassements du sol pour les 20 étages construits que ceux auxquels ils s'attendirent pour l'ensemble des 99 étages. Le propriétaire fut donc contraint d'interrompre le développement jusqu'à ce que le problème d'ingénierie soit totalement résolu, ce qui entraîna un resserrement du crédit. La situation fut similaire à celle rencontrée lors de la construction du 111 W. Wacker (2006-2014), connu à l'époque sous le nom de « Waterview Tower ». À la suite de la faillite de Wolman, John Hancock reprit le projet en conservant la conception, l'architecte, l'ingénieur et l'entrepreneur principal d'origine.
Le premier résident de l'immeuble fut Ray Heckla, l'ingénieur du bâtiment d'origine, responsable des étages résidentiels de 44 à 92. Heckla déménagea sa famille en avril 1969, avant que l'immeuble ne soit achevé.
Le 10 décembre 2006, la partie non résidentielle de l'immeuble fut vendue par Shorenstein Properties, basée à San Francisco, pour 385 millions de dollars, et fut achetée par une coentreprise composée de Golub & Company, basée à Chicago, et de Whitehall Street Real Estate Funds. Depuis 1998, Shorenstein Properties était propriétaire du bâtiment qu'il avait acquis pour 220 millions de dollars.

## Architecture

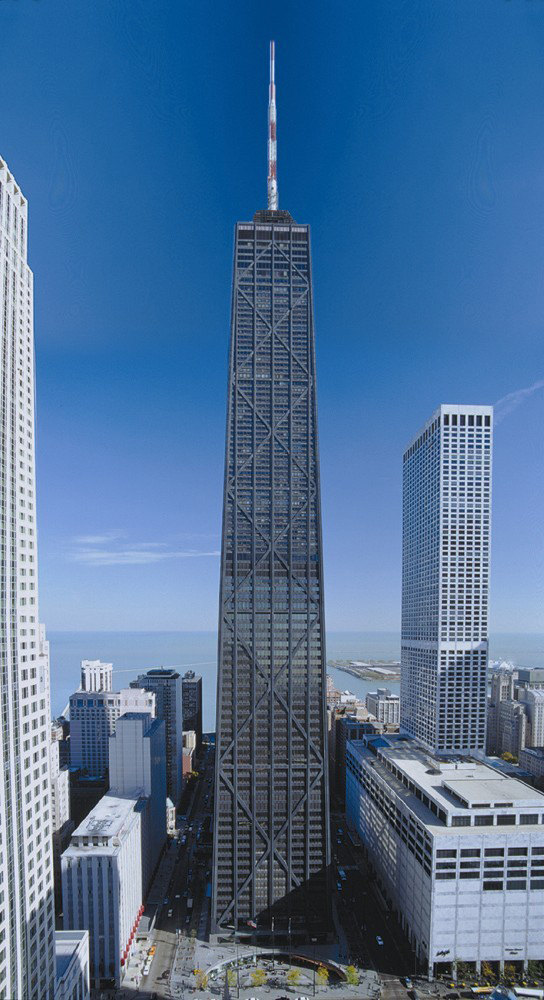
Le 875 North Michigan Avenue de profil (vers l'est).

Le 875 North Michigan Avenue est considéré comme l'un des bâtiments les plus célèbres du style architectural expressionniste. Il possède également des caractéristiques liées à l'architecture high-tech. Son ossature en acier est redevable au style international. Le contreventement extérieur de la structure est un renforcement de son « système tubulaire ». Graham incorpora les poutres en X innovantes de Kahn à l'extérieur de la structure effilée, créant ainsi l'aspect emblématique qui définit le bâtiment dans la ligne d'horizon de Chicago.
Cette caractéristique architecturale fut l'une des techniques utilisées afin que la structure du bâtiment bouge le moins possible et reste stable en cas de vents forts ou de tremblement de terre. Sa façade à contreventement apparent fait du 875 North Michigan Avenue une icône architecturale mondiale. Sa notoriété a permis à l'ingénieur civil Fazlur Khan et à l'architecte en chef Bruce Graham de se frayer un chemin dans ce type de construction.
L'intérieur du bâtiment a été rénové en 1995, avec l'ajout de travertin, de granit noir et de surfaces calcaires texturées dans le hall d'entrée. Le hall du bâtiment, de forme elliptique, sert d'oasis publique avec des plantations saisonnières et une chute d'eau de 3,7 mètres. Une bande de lumières blanches au sommet du bâtiment est visible dans tout Chicago la nuit et change de couleur en fonction des événements. Par exemple, pour les fêtes de fin d'année, les couleurs sont vertes et rouges en référence au houx, l'un des symboles des fêtes de Noël. Lorsqu'une équipe sportive de la région de Chicago va loin dans les séries éliminatoires, les couleurs sont modifiées pour correspondre aux couleurs de l'équipe.

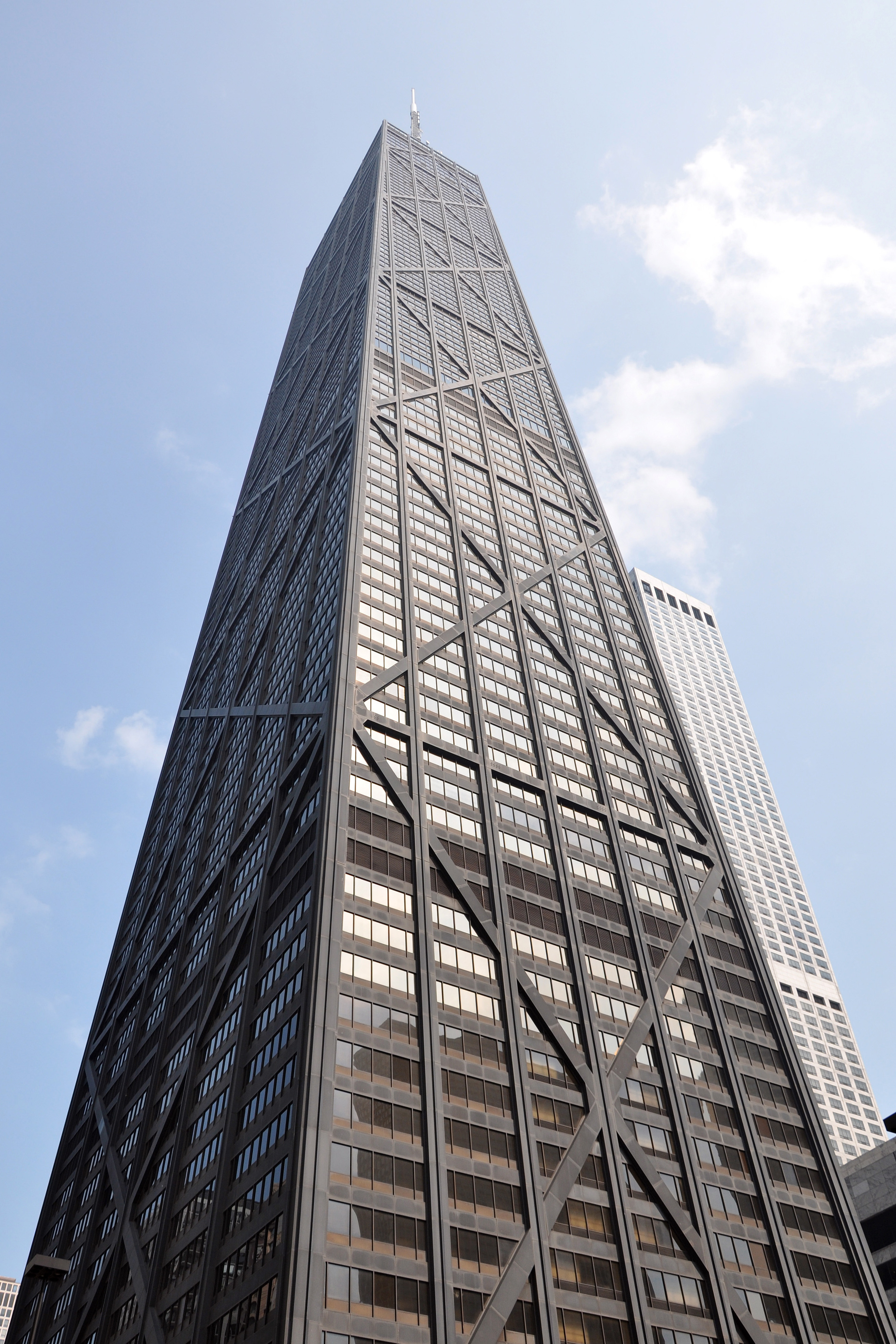
Vue depuis le coin sud-est du 900 North Michigan, à l'angle de East Delaware Place et North Michigan Avenue.

Le bâtiment n'est que partiellement protégé par un système d'installation fixe d'extinction automatique à eau (ou gicleurs), les étages résidentiels n'en étant pas équipés. Avec ses antennes, la hauteur du bâtiment s'élève à 457 m, ce qui en fait le trente-troisième gratte-ciel le plus haut du monde, mesuré à la hauteur du pinacle.
À la différence de la Willis Tower, les antennes du 875 North Michigan Avenue sont de même taille, ce qui donne au bâtiment un aspect beaucoup plus symétrique, en dépit de plusieurs similitudes dans la conception des deux bâtiments.
Enfin, le 875 North Michigan Avenue est membre de la Fédération mondiale des grandes tours (World Federation of Great Towers) et a remporté plusieurs récompenses et prix pour son style distinctif, notamment le Twenty-five Year Award (« prix des vingt-cinq ans ») décerné par l'American Institute of Architects (« Institut des architectes des États-Unis ») en mai 1999. À l'occasion du bicentenaire de l'Illinois en 2018, le 875 North Michigan Avenue a été sélectionné comme l'un des 200 grands lieux de l'Illinois par l'American Institute of Architects Illinois (AIA Illinois) et a été reconnu par le magazine USA Today comme l'un des 25 lieux incontournables de l'Illinois sélectionnés par l'AIA Illinois.
Le sky lobby du 44ème niveau est l'étage où le bâtiment passe des bureaux aux habitations, les bureaux occupant les étages inférieurs et les habitations les étages supérieurs.

### Antennes

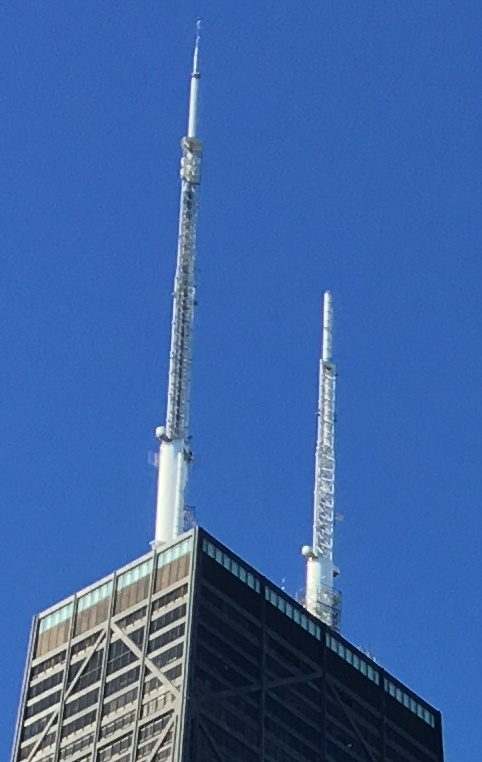
Antennes de la tour.

Depuis son achèvement, la tour est surmontée de deux superstructures d'antennes radioélectriques. Ces dernières supportent un grand nombre d'équipements de radiodiffusion. Au moment de l'achèvement de la tour, les deux structures d'antenne avaient une hauteur de 350 pieds (110 mètres). Des experts de Radio Corporation of America (RCA) ont produit une estimation selon laquelle 700 pieds de structure d'antenne seraient nécessaires pour accueillir toutes les stations de radio et de télévision de la ville. En 2002, l'antenne orientale a été prolongée à une hauteur de 115 mètres afin de permettre à la station WBBM-TV, une station de télévision du réseau CBS basée à Chicago, d'ajouter un nouvel équipement d'antenne numérique à une hauteur supérieure à celle du toit de la Willis Tower. Par la suite, l'antenne ouest a été réduite à une hauteur de 285 pieds (87 mètres).
Durant des décennies, les structures d'antennes utilisèrent des lumières rouges à incandescence et une peinture rouge et blanche pour assurer la visibilité du bâtiment pour le transport aérien, conformément aux réglementations de la Federal Aviation Administration (FAA). Cependant, pour éviter les dépenses et les efforts liés à l'application annuelle d'une nouvelle couche de peinture sur les structures d'antenne, les responsables ont installé des lumières stroboscopiques rouges au sommet de la tour et ont éliminé la peinture (celle-ci n'étant plus nécessaire depuis que les structures sont illuminées).
Un nombre important de stations de télévision et de radio utilisent les pylônes d'antenne. De nombreuses stations disposent d'équipements de diffusion sur les structures d'antennes du 875 North Michigan Avenue et de la Willis Tower afin de disposer d'un point de diffusion principal et d'un point de diffusion de secours.
En novembre 2012, la société de gestion des infrastructures mobiles American Tower Corp., basée à Boston, a payé 70 millions de dollars pour acquérir la propriété des antennes.

### Le360 Chicago

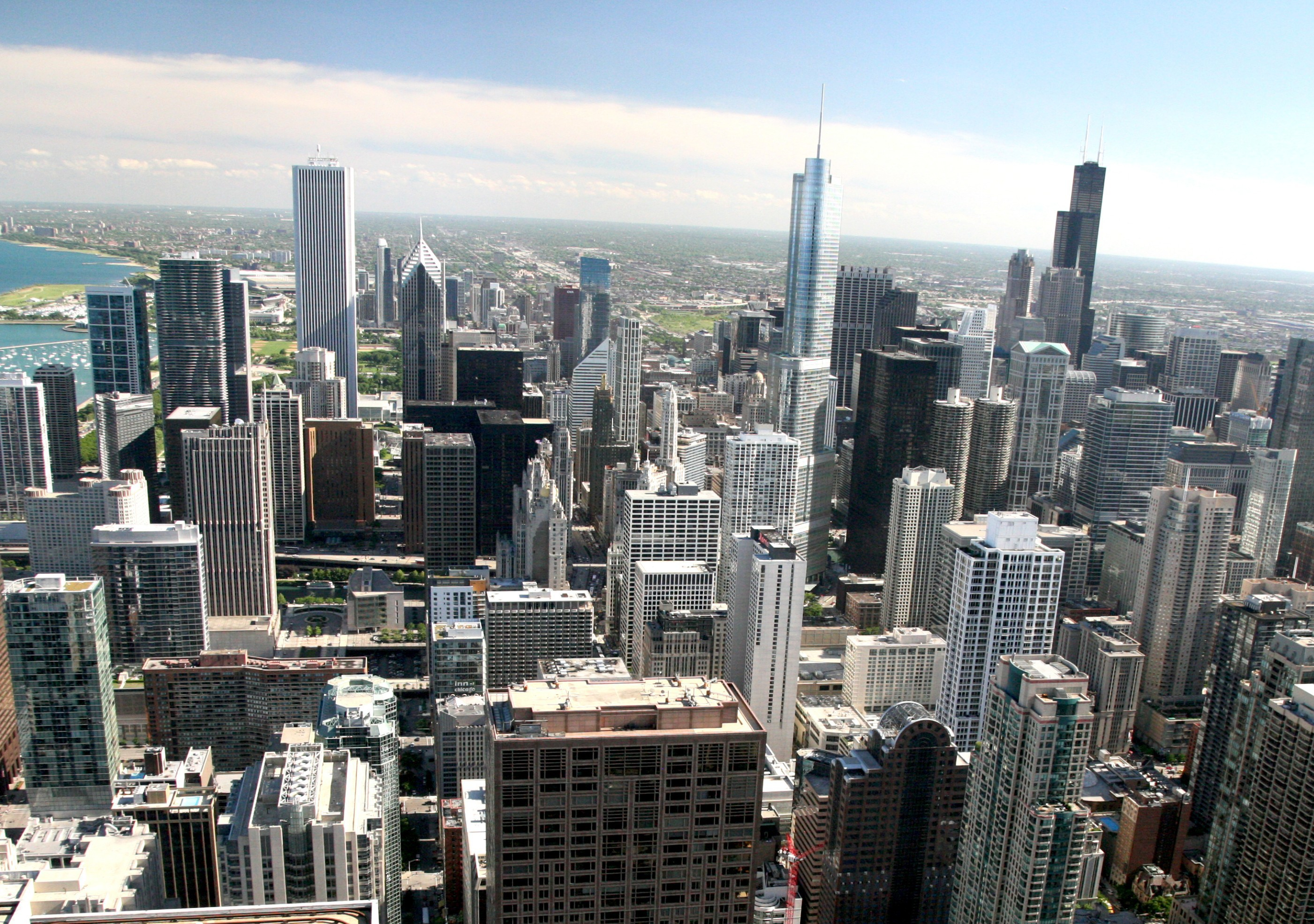
Panorama sur Downtown Chicago, avec de gauche à droite : l'Aon Center, la flèche du Two Prudential Plaza, la Trump International Hotel and Tower et la Willis Tower depuis l'observatoire 360 Chicago (vue en direction du sud).

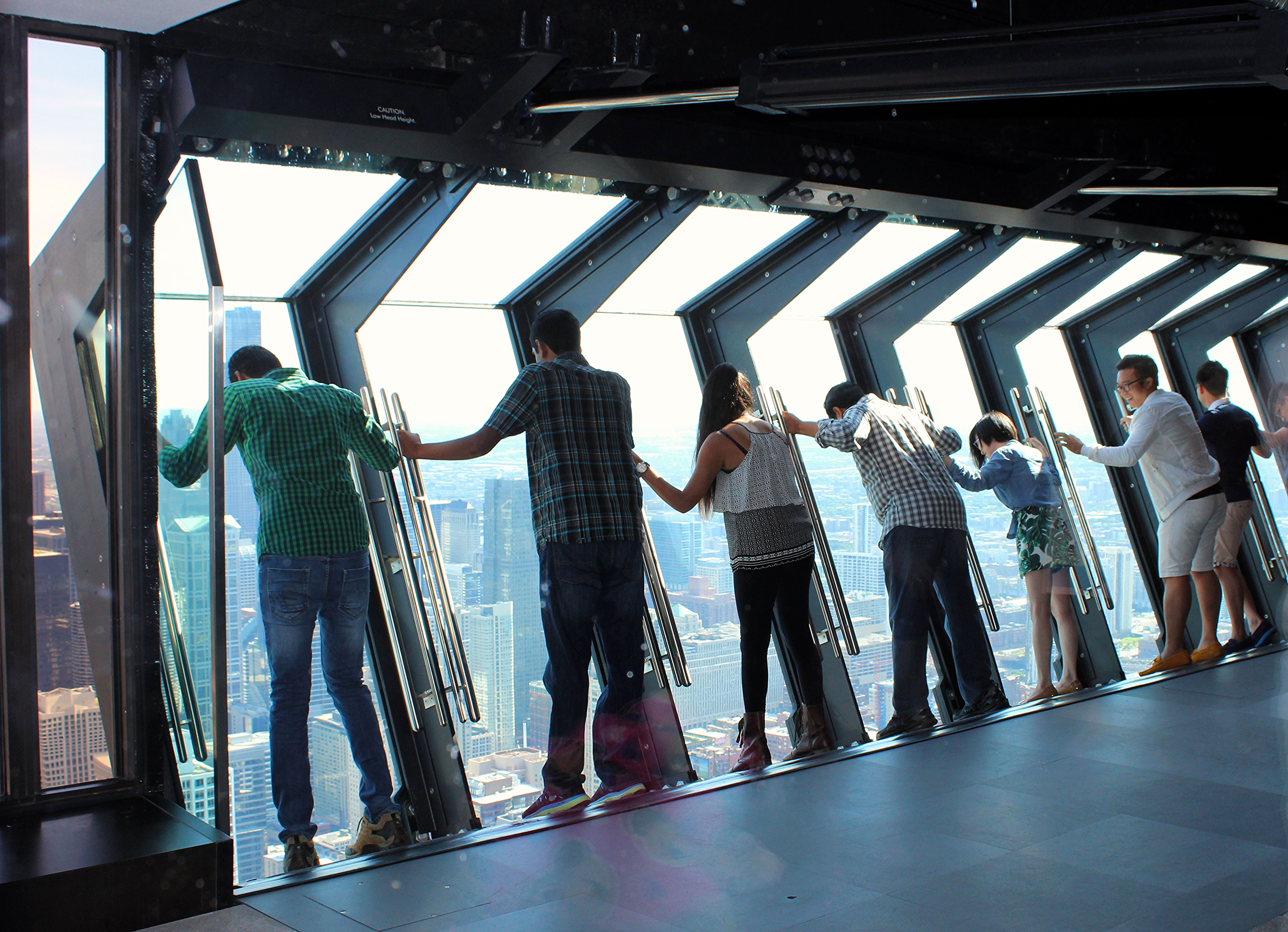
La plate-forme mobile du 360 Chicago s'incline d'environ 30° vers l'extérieur du bâtiment donnant l'impression aux visiteurs de plonger dans le vide.

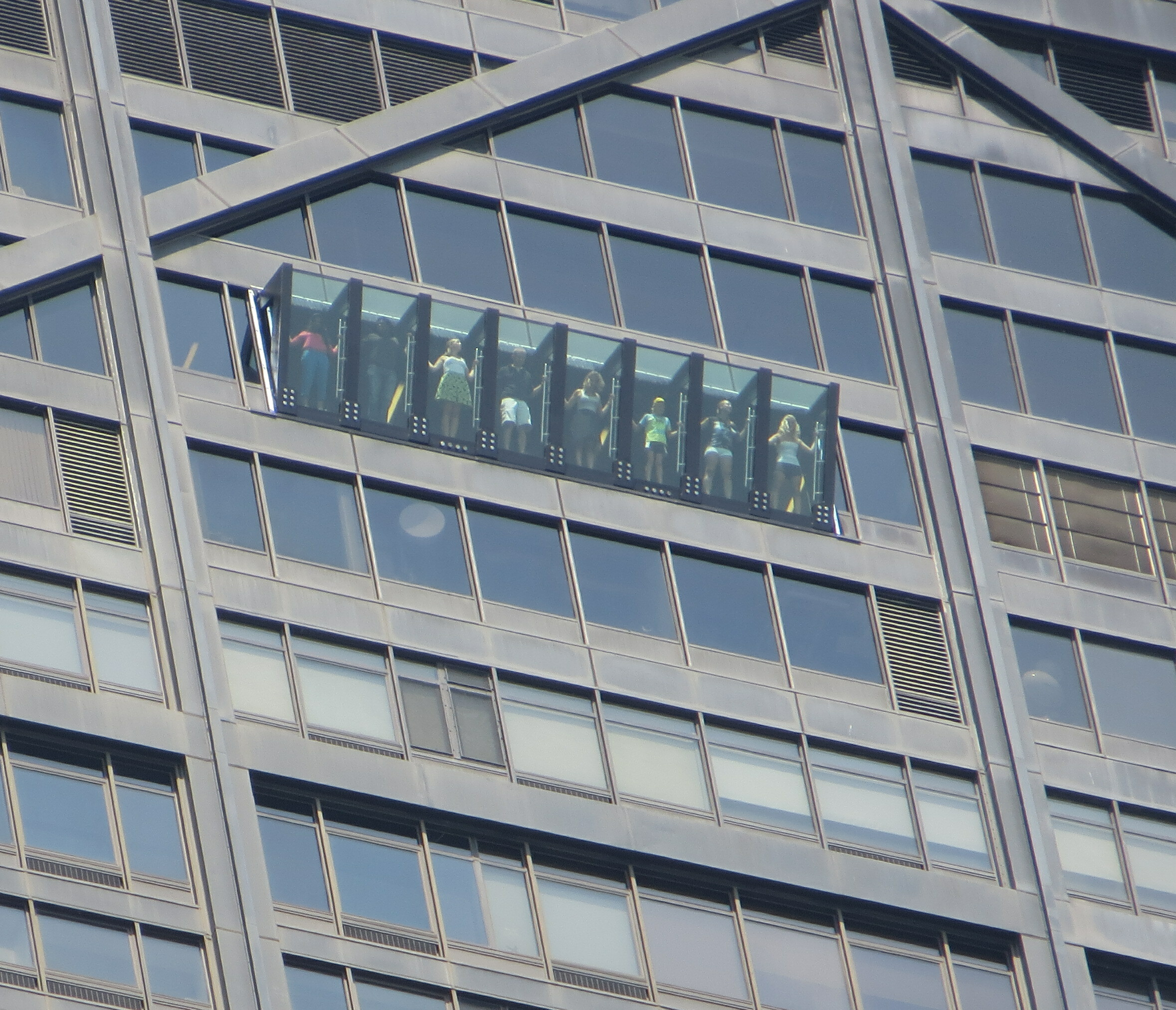
Le 360 Chicago vu de l'extérieur.

Situé au 94e étage, le 360 Chicago Observation Deck est l'observatoire du 875 North Michigan Avenue. Le plancher de l'observatoire se trouve à 310 mètres au-dessus du niveau de la rue. L'entrée se trouve au niveau du hall du 875 North Michigan Avenue, accessible depuis le côté Michigan Avenue du bâtiment. L'observatoire, précédemment appelé « John Hancock Observatory », est détenu et exploité de manière indépendante depuis 2014 par le groupe Montparnasse 56 de Paris.
L'observatoire offre une vue panoramique à 360° qui permet de voir dans toutes les directions. Par temps clair on peut voir à une distance de plus de près de 130 kilomètres à travers quatre États, permettant d'apercevoir les plaines de l'Illinois au sud et à l'ouest, le Wisconsin au nord, et au-delà du lac Michigan, l'Indiana au sud-est et le Michigan à l'est. L'observatoire dispose d'une plus grande surface que son concurrent direct, le Skydeck de la Willis Tower. Il offre une vue imprenable sur les gratte-ciel de Downtown Chicago et sur le lac Michigan. L'observatoire dispose également d'un restaurant (The Signature Room & The Signature Room Lounge) et d'un bar complet (le BAR 94) qui propose de la bière locale et des spiritueux de Revolution Brewing et de KOVAL Distillery, ainsi que d'un espace en plein air.
Les ascenseurs de l'observatoire du 875 North Michigan Avenue, fabriqués par la Otis Elevator Company, parcourent 96 étages à une vitesse maximale de 1 800 pieds/min (20 mph ; 9,1 m/s). Ils sont considérés comme les ascenseurs les plus rapides de l'hémisphère occidental, atteignant le 95e étage en seulement 38 secondes s'ils pouvaient parcourir l'ensemble du trajet à leur vitesse maximale.
Au cours des années 2010, la salle d'observation était entièrement équipée d'une patinoire artificielle, durant la période hivernale. Cette attraction, appelée Skating In The Sky, fut ouverte au public de janvier à mars. L'installation de cette patinoire s'inscrit dans le cadre d'efforts déployés pour attirer les visiteurs au 94e étage en hiver.
Depuis l'été 2014, l'observatoire 360 Chicago est doté d'une nouvelle attraction appelée « TILT ». Moyennant un supplément, l'attraction consiste en une rangée de fenêtres qui s'inclinent lentement vers l'extérieur du bâtiment jusqu'à 30°, donnant l'impression aux visiteurs de plonger dans le vide. Le TILT offre aux amateurs de sensations fortes la possibilité de voir Chicago d'un point de vue unique. Il s'agit de la plus haute attraction à sensations de Chicago.

## Rez-de-chaussée

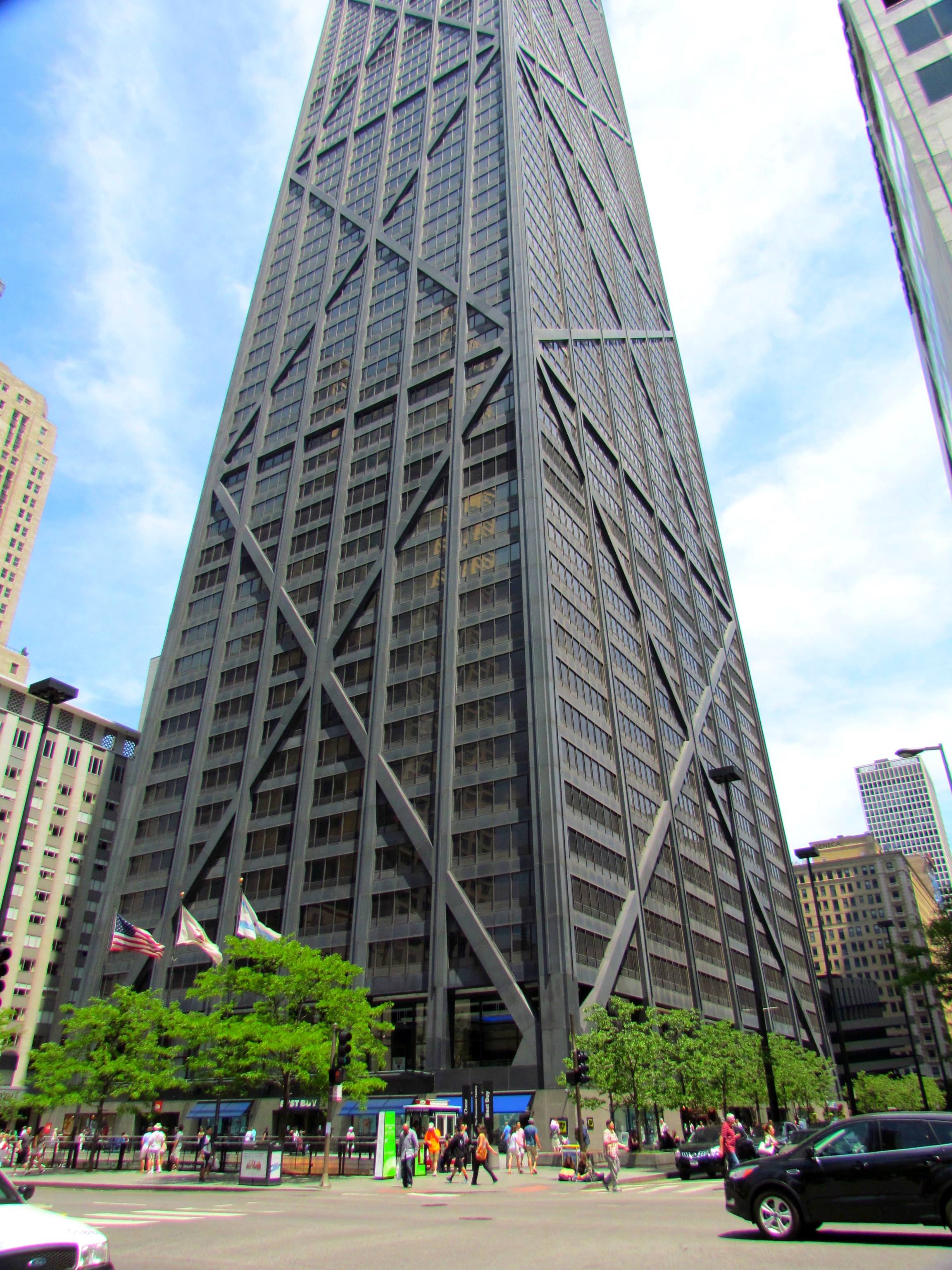
Le bâtiment vu depuis l'angle de East Chestnut Street et Michigan Avenue.

Le bâtiment dispose d'une place extérieure à deux niveaux attenant à son rez-de-chaussée le long de sa façade (côté Michigan Avenue). Cette place accueille des commerces de détail et des restaurants. Les locataires actuels comprennent Starbucks, The Cheesecake Factory et The North Face entre autres. Parmi les anciens locataires, on trouve Best Buy. Le niveau supérieur de la place se trouve au niveau de la rue, tandis que le niveau inférieur est en contrebas de la rue. Plusieurs des niveaux inférieurs du bâtiment abritent un parking duquel les voitures accèdent et d'où elles partent par une rampe d'accès en spirale.
En 1988, la John Hancock Mutual Life Insurance Company (propriétaire du bâtiment à l'époque) dévoila des plans visant à remplacer la place par un grand atrium de verre et de marbre de trois étages d'une valeur de 20 millions de dollars. L'une des raisons invoquées par les propriétaires était que l'accès au rez-de-chaussée de l'immeuble était compliqué, en effet les piétons doivent contourner la cour afin d'atteindre le hall d'entrée de l'immeuble au niveau de la rue. Ils estimèrent également que l'entrée du bâtiment était trop discrète pour un bâtiment de cette envergure. Cette proposition d'atrium s'est heurtée à l'opposition des résidents locaux qui estimaient qu'un tel ajout nuirait considérablement à l'apparence d'origine du bâtiment. En 1989, le maire de Chicago Richard M. Daley, nouvellement élu, critiqua l'atrium proposé et les plans furent finalement abandonnés.

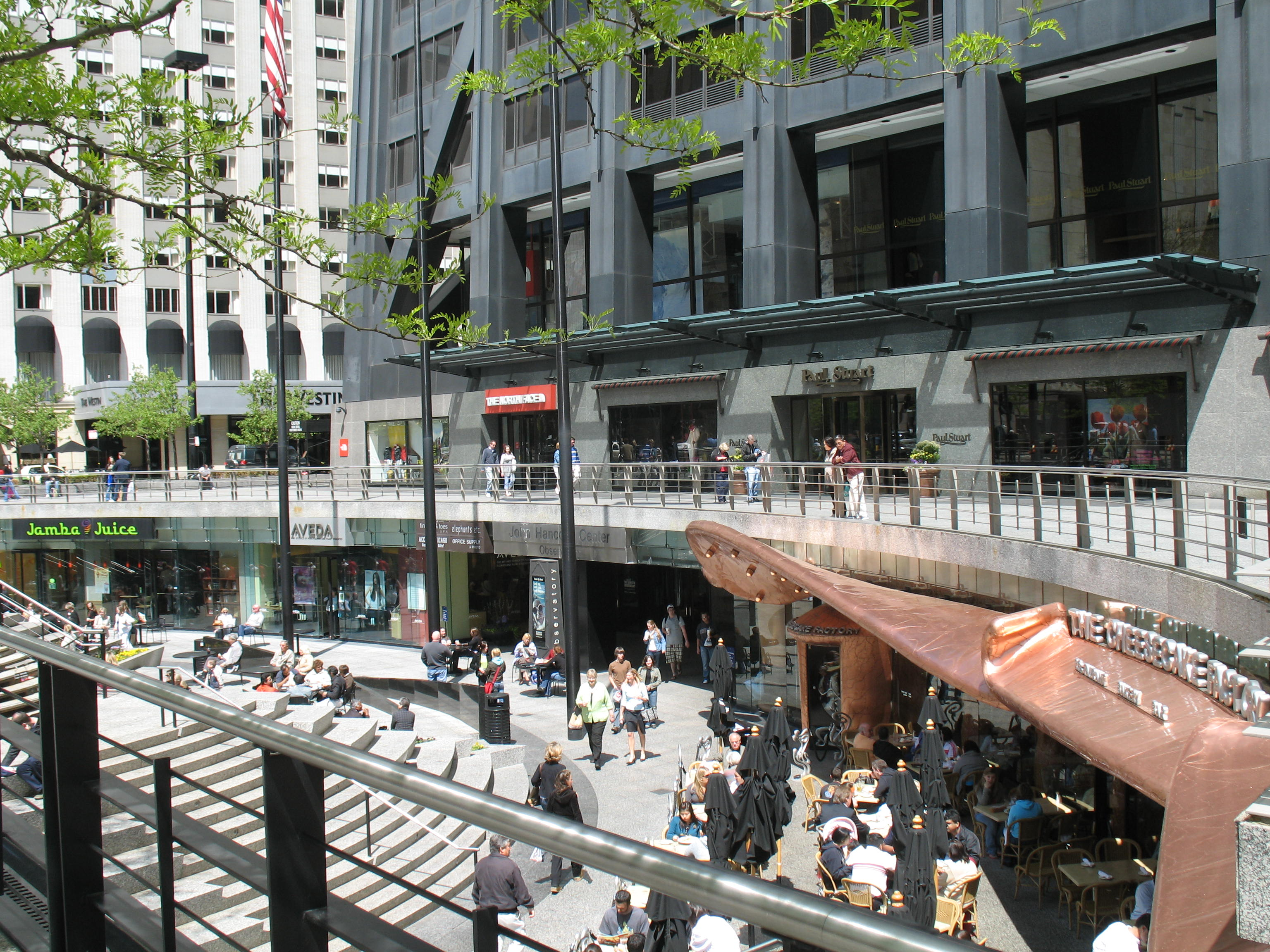
Vue sur le niveau inférieur de la place.

À l'origine, la place du bâtiment était de forme rectangulaire. Selon le Chicago Tribune, la place a été conçue sur le modèle de la place du Rockefeller Center à New York. Sa conception comprenait une grande fontaine qui se transformait provisoirement en patinoire durant la période hivernale. En 1994, la place a été rénovée, la partie en contrebas passant d'une forme rectangulaire à une forme elliptique (courbe plane qui ressemble au contour d'un œuf). En 1999, le critique d'architecture du Chicago Tribune, Blair Kamin, a écrit dans son article que cette rénovation avait fait de la place un espace plus "accueillant" pour le public.
Au milieu des années 2010, les propriétaires du bâtiment envisagèrent une seconde rénovation de 10 millions de dollars, ajoutant à cette place des éléments tels que des écrans vidéo et des prismes décoratifs,.

## Incidents

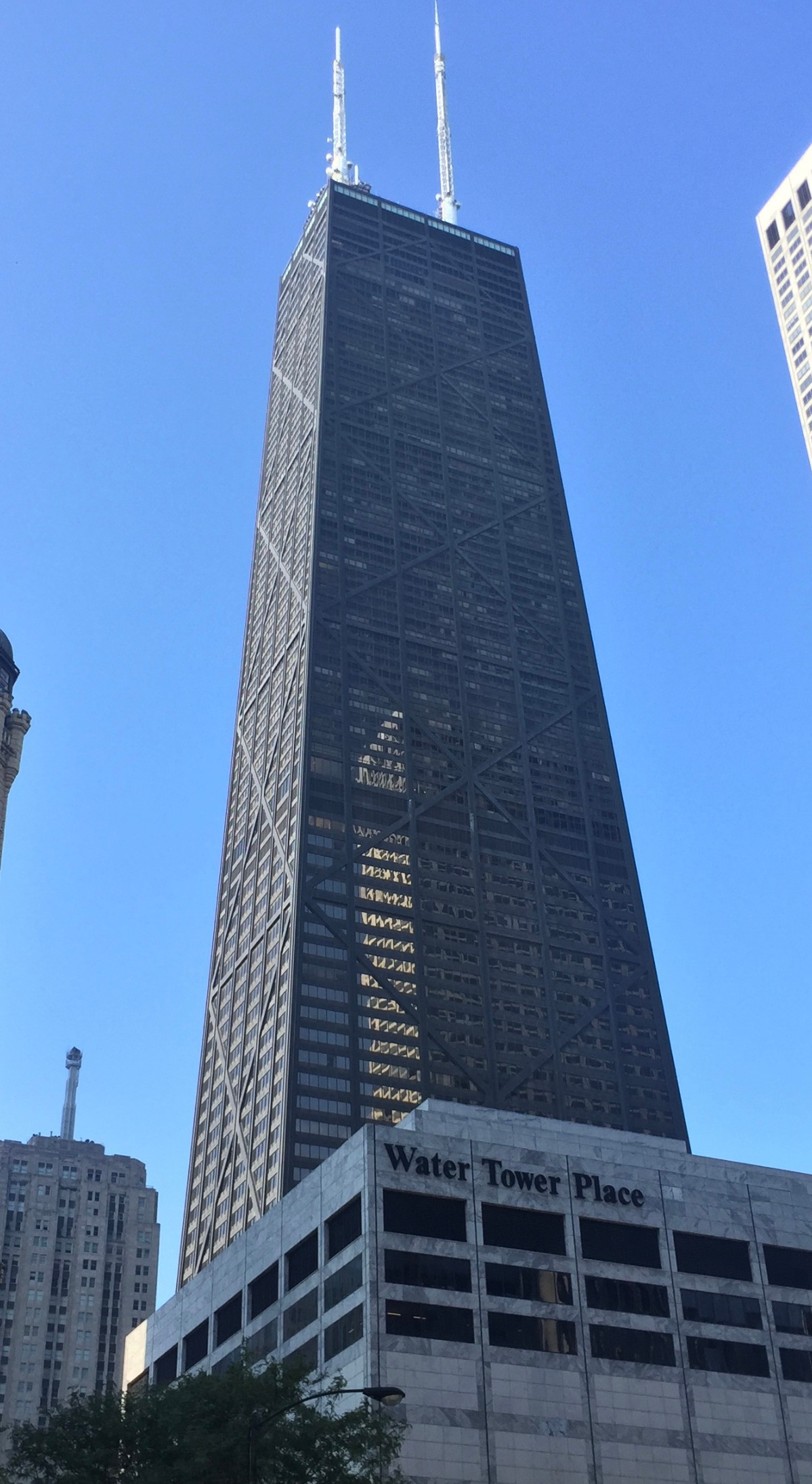
« Big John » vu depuis l'angle de East Chicago Avenue et Michigan Avenue.

Le 11 novembre 1981, jour des anciens combattants (Veterans Day), Dan Goodwin, défenseur de la lutte contre les incendies et du sauvetage en hauteur, a réussi à escalader le mur extérieur du bâtiment afin d'attirer l'attention sur l'incapacité à secourir les personnes piégées dans les étages supérieurs des gratte-ciel. Vêtu d'une combinaison de plongée et utilisant un dispositif d'escalade qui lui a permis de grimper les poutres en I sur le côté du bâtiment, Goodwin a lutté contre les tentatives répétées des pompiers de Chicago de le faire tomber. Le commissaire aux incendies William Blair ordonne aux pompiers de Chicago d'arrêter Goodwin en l'aspergeant avec une lance d'incendie et en brisant des vitres voisines avec des haches d'incendie depuis l'intérieur. Craignant pour la vie de Goodwin, la maire de Chicago Jane Byrne intervint et lui permit de continuer jusqu'au sommet,.
Le 18 décembre 1997, le comédien Chris Farley est retrouvé mort dans son appartement situé au 60e étage de l'immeuble,. Les résultats de l'autopsie dévoilés le 2 janvier 1998 révèlent que Farley est mort d'une overdose de cocaïne et de morphine.
Le 9 mars 2002, une partie d'un échafaudage est tombée de 43 étages après avoir été arrachée par des rafales de vent d'environ 100 km/h, écrasant plusieurs voitures et tuant trois personnes dans deux d'entre elles. Le reste de l'échafaudage s'est balancé d'avant en arrière sous l'effet des rafales, heurtant à plusieurs reprises le bâtiment, endommageant les panneaux de revêtement, brisant des fenêtres et projetant des morceaux dans la rue en contrebas.

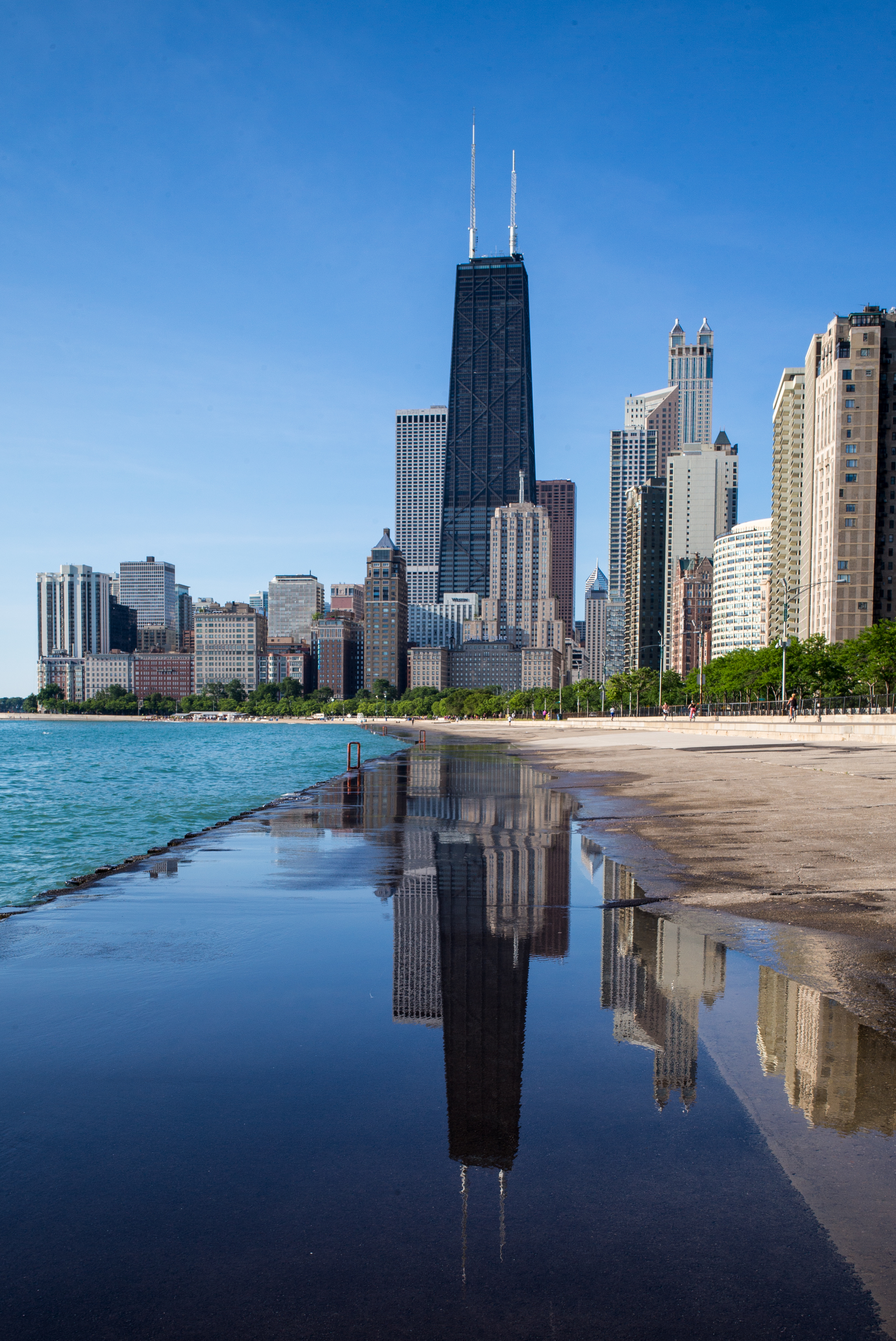
Réflexion dans l'eau depuis les bords du lac Michigan.

Le 21 novembre 2015, un incendie s'est déclaré dans un appartement situé au 50e étage du bâtiment. Les pompiers de Chicago ont réussi à éteindre l'incendie au bout d'une heure et demie ; cinq personnes, dont un policier, ont été légèrement blessées.
Le 11 février 2018, l'incendie d'une voiture au septième étage du parking adjacent à la tour a nécessité l'intervention d'environ 150 pompiers de Chicago.
Le 16 novembre 2018, un câble d'ascenseur express s'est rompu. Selon les premiers rapports, un ascenseur avec six passagers à l'intérieur a plongé de 84 étages, du 95e au 11e étage. Les ascenseurs express n'étant pas accessibles depuis les étages situés dans la zone express, une équipe de pompiers a dû percer un mur de briques du parking pour extirper les passagers. Personne ne fut blessé par l'incident. Les ascenseurs du 95e/96e étage ont été fermés par la suite, dans l'attente d'une enquête. L'enquête ultérieure, menée par la police de Chicago, n'a révélé qu'une descente contrôlée du 20e étage au 11e étage.
Le 5 janvier 2022, un morceau de revêtement est tombé du bâtiment. Personne ne fut blessé par l'incident.

## Occupants
Le bâtiment abrite les bureaux de plusieurs compagnies, entreprises et consulats dont : Mayle, Ray & Mayle, la chaîne de restaurants Benihana Inc., Cimaglia Productions, le Consulat Général du Chili à Chicago, le Consulat Général du Danemark à Chicago, la société de production de médias Big Shoulders Digital Video, la compagnie aérienne Etihad Airways (au 31e étage), l'agence de relations publics Golin (suite 2600), Hanig's Footwear, l'entreprise de location de bureaux IWG, Weber Shandwick (suite 2400), WDRV 97.1, l'agence de publicité FCB et Starbucks Corporation (suite 3).
Au 44e étage, l'immeuble dispose d'une épicerie de 5 200 pieds carrés (480 m2) accessible uniquement aux résidents des appartements et aux locataires des bureaux. En 2007, la chaîne locale d'épiceries Potash a repris l'exploitation de l'épicerie. En février 2023, Potash continue d'exploiter l'épicerie.

## Dans la culture populaire
- En 1988, le bâtiment sert de cadre pour le film Poltergeist 3 réalisé par Gary Sherman.
- En 1989, le bâtiment apparaît dans le film Le sapin a les boules réalisé par Jeremiah S. Chechik.
- En 2000, le bâtiment est visible dans le jeu vidéo de type GTA-like Driver 2.
- En 2001, dans le film Les Visiteurs en Amérique (Just Visiting) réalisé par Jean-Marie Poiré, André (Christian Clavier) et Angélique (Tara Reid) contemplent la vue depuis l'observatoire 360.
- En 2003, le bâtiment figure dans le jeu vidéo de gestion de type city-builder SimCity 4.
- En 2008, la gamme du jouet de construction Lego Architecture a sorti un modèle du bâtiment dans la série Landmark (Set 21001).
- En 2014, le bâtiment est présent sur la pochette de l'album Sonic Highways du groupe de rock Foo Fighters.
- En 2014, le bâtiment figure dans le jeu vidéo d'action-aventure et d'infiltration Watch Dogs.
- En 2017, Lego Architecture a réalisé une skyline de Chicago et le 875 North Michigan Avenue était l'un des bâtiments présentés.

## Galerie d'images

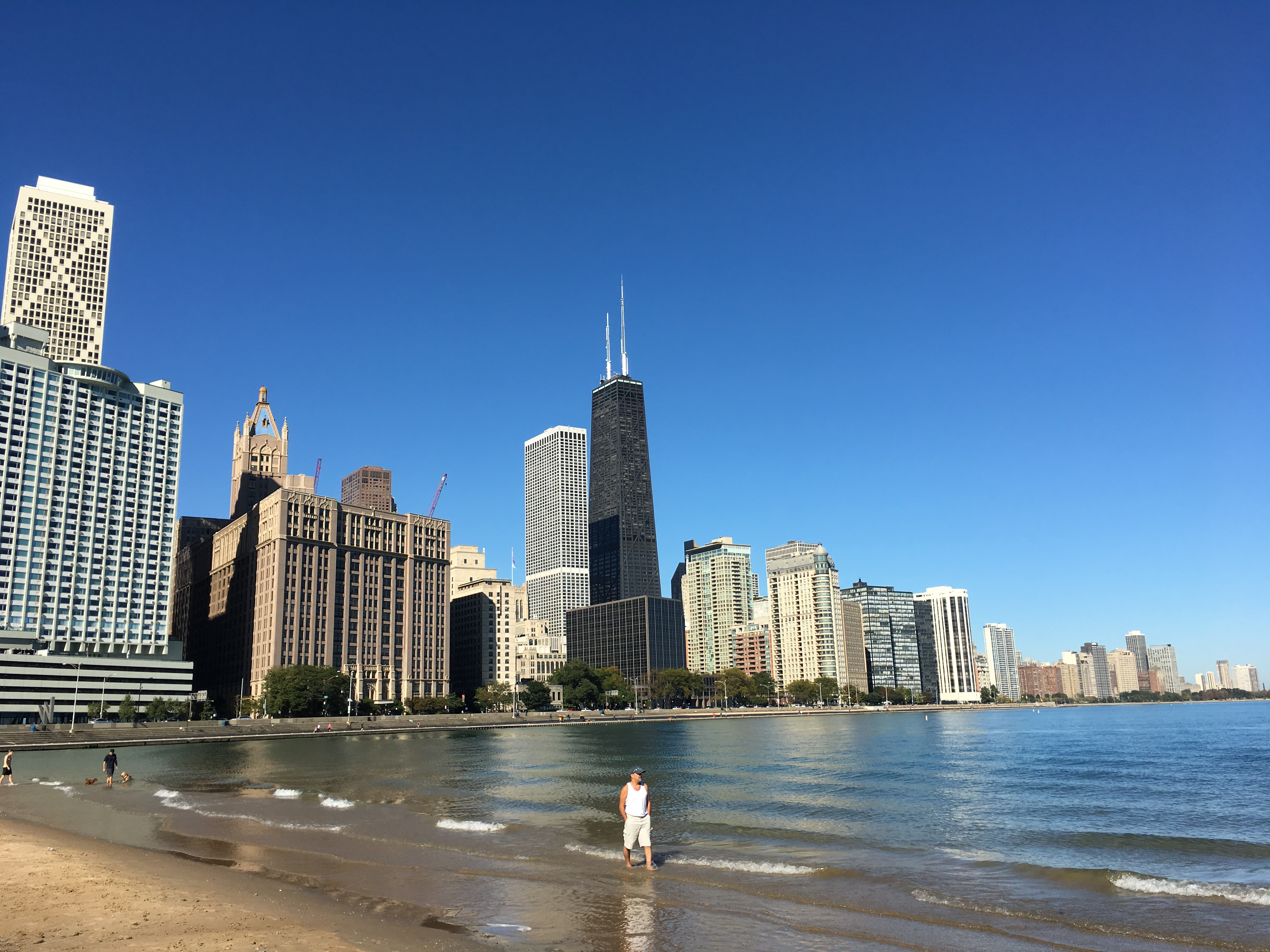
Le quartier de Streeterville depuis Ohio Street Beach.
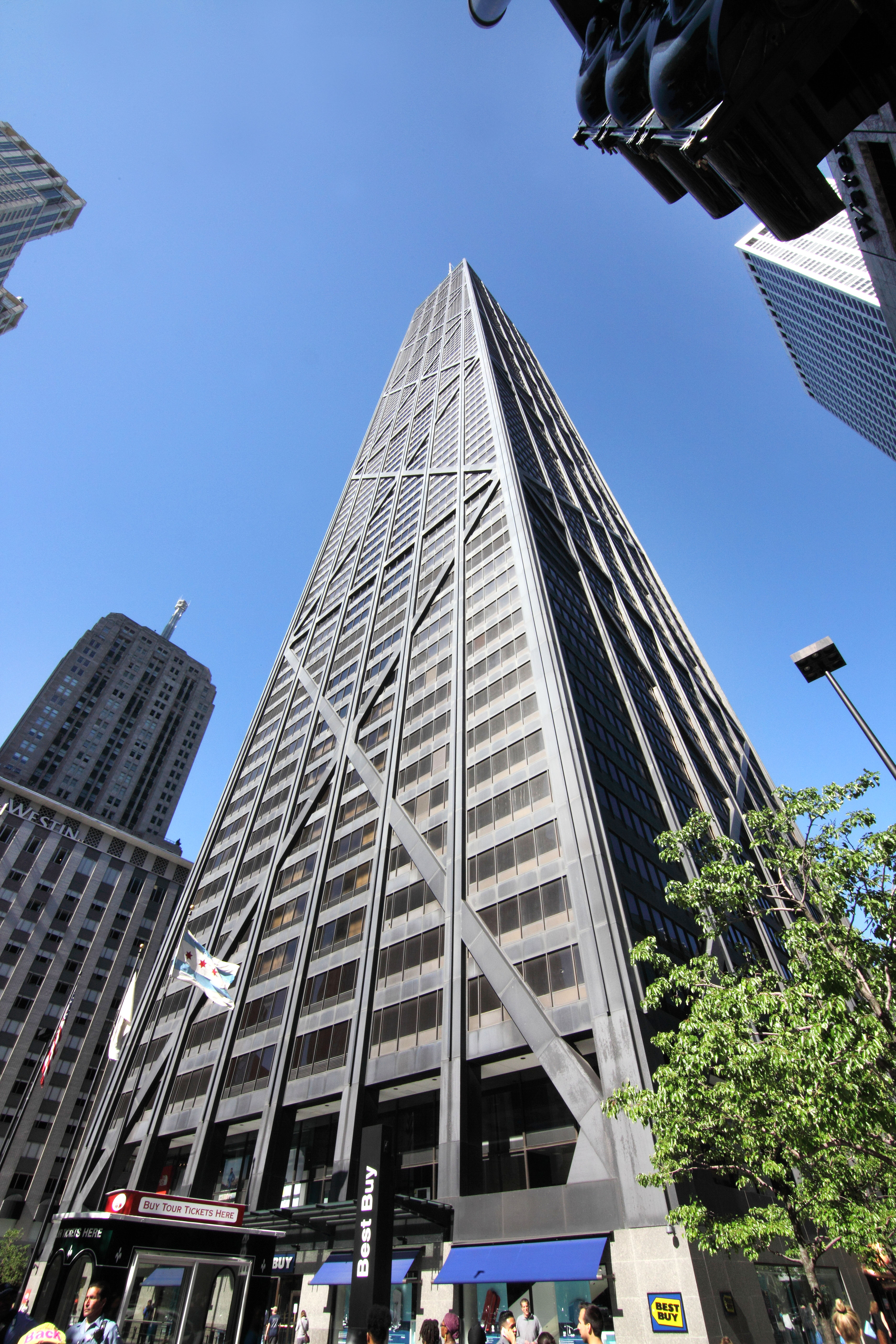
Vue du rez-de-chaussée.
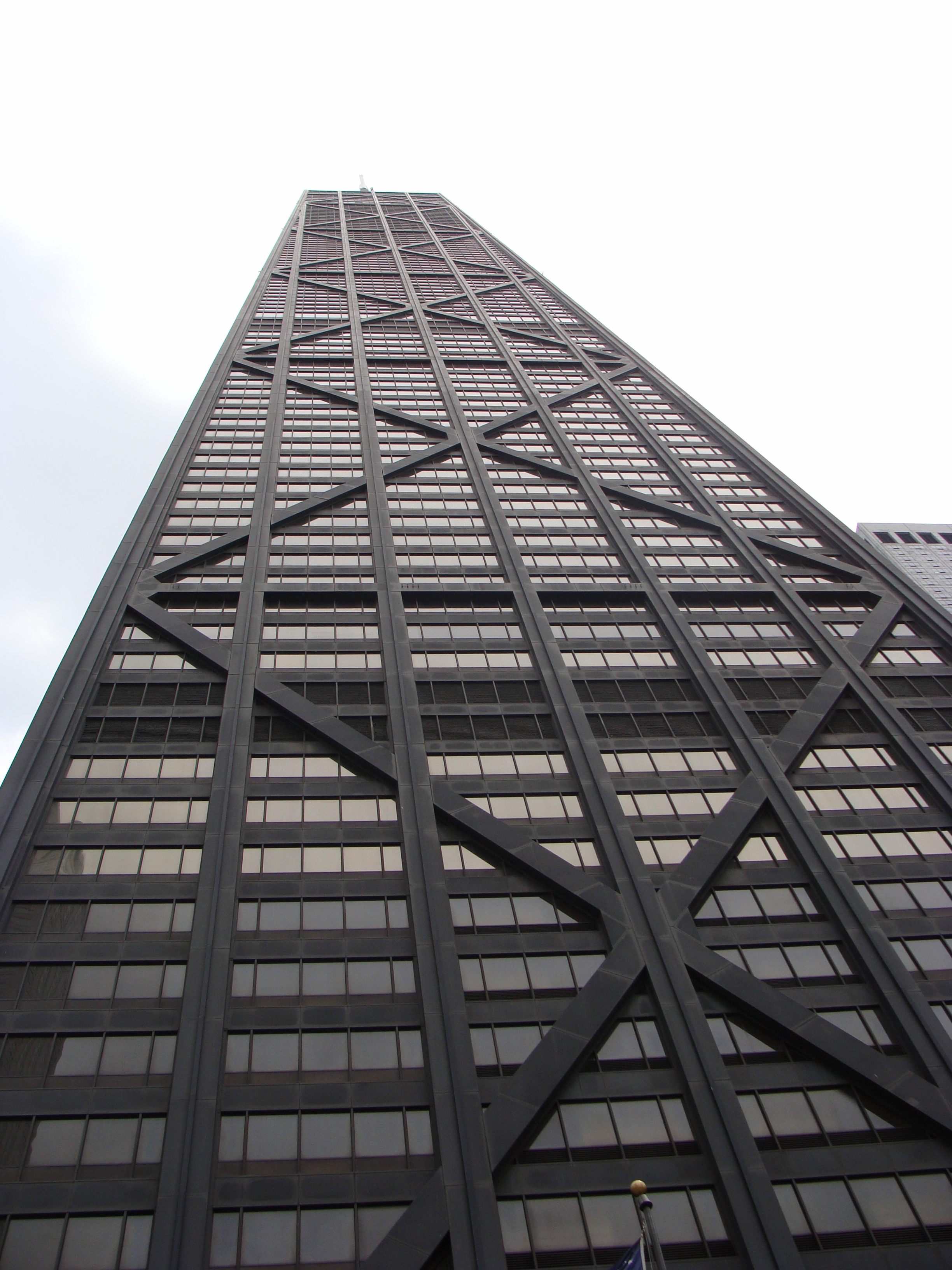
Détails de la structure.
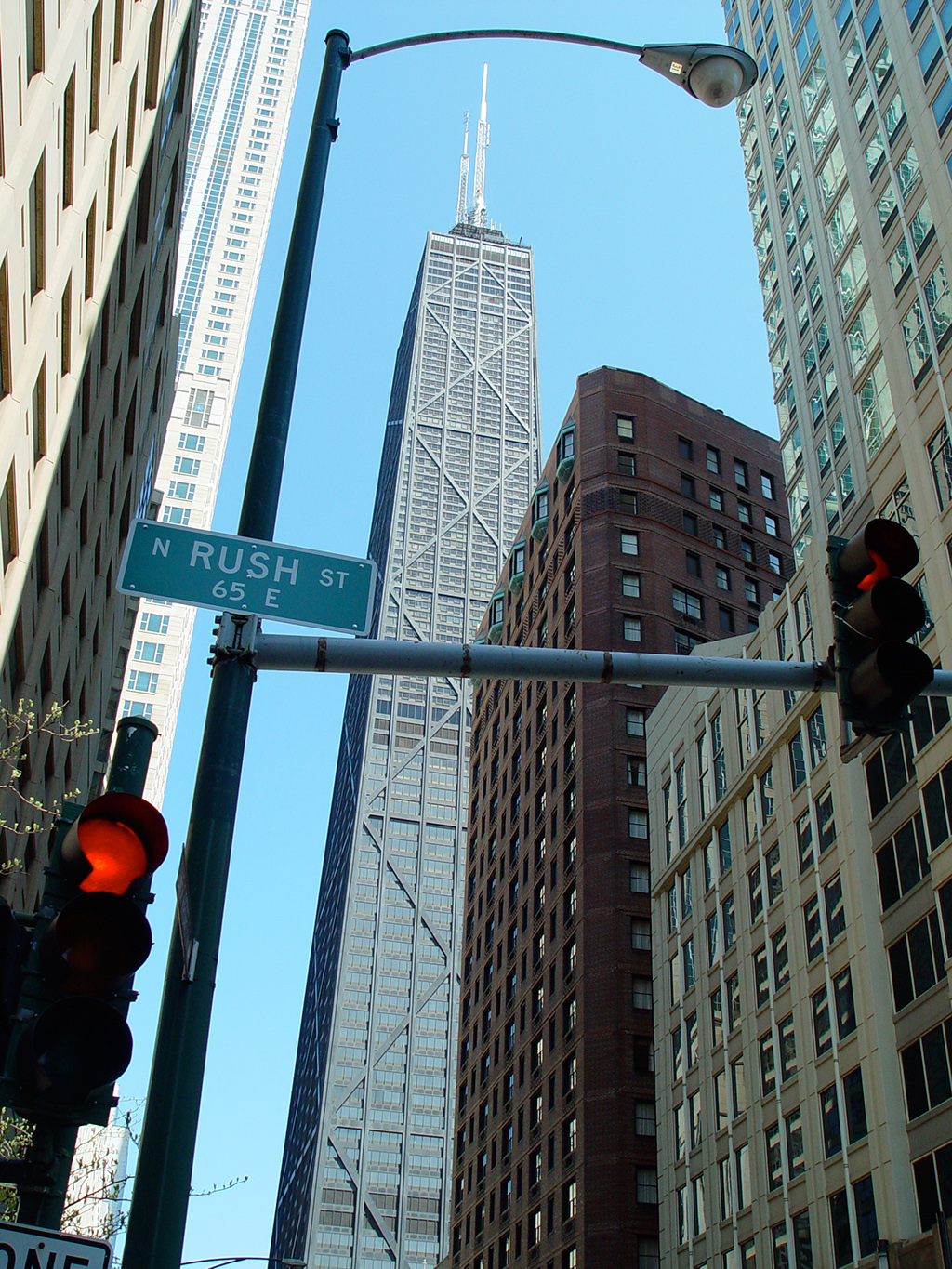
Vue depuis Rush Street.
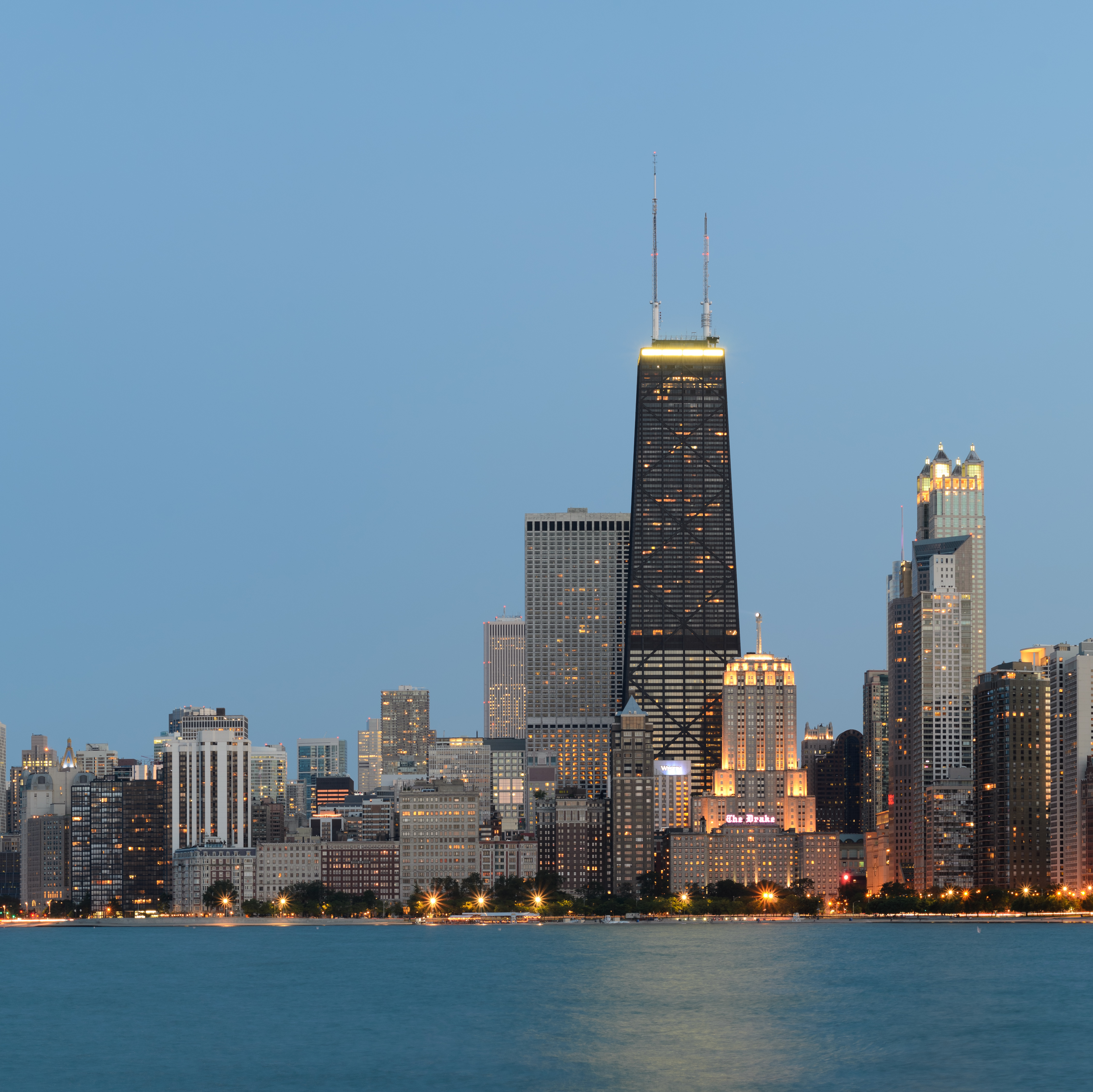
Vue depuis le lac Michigan.
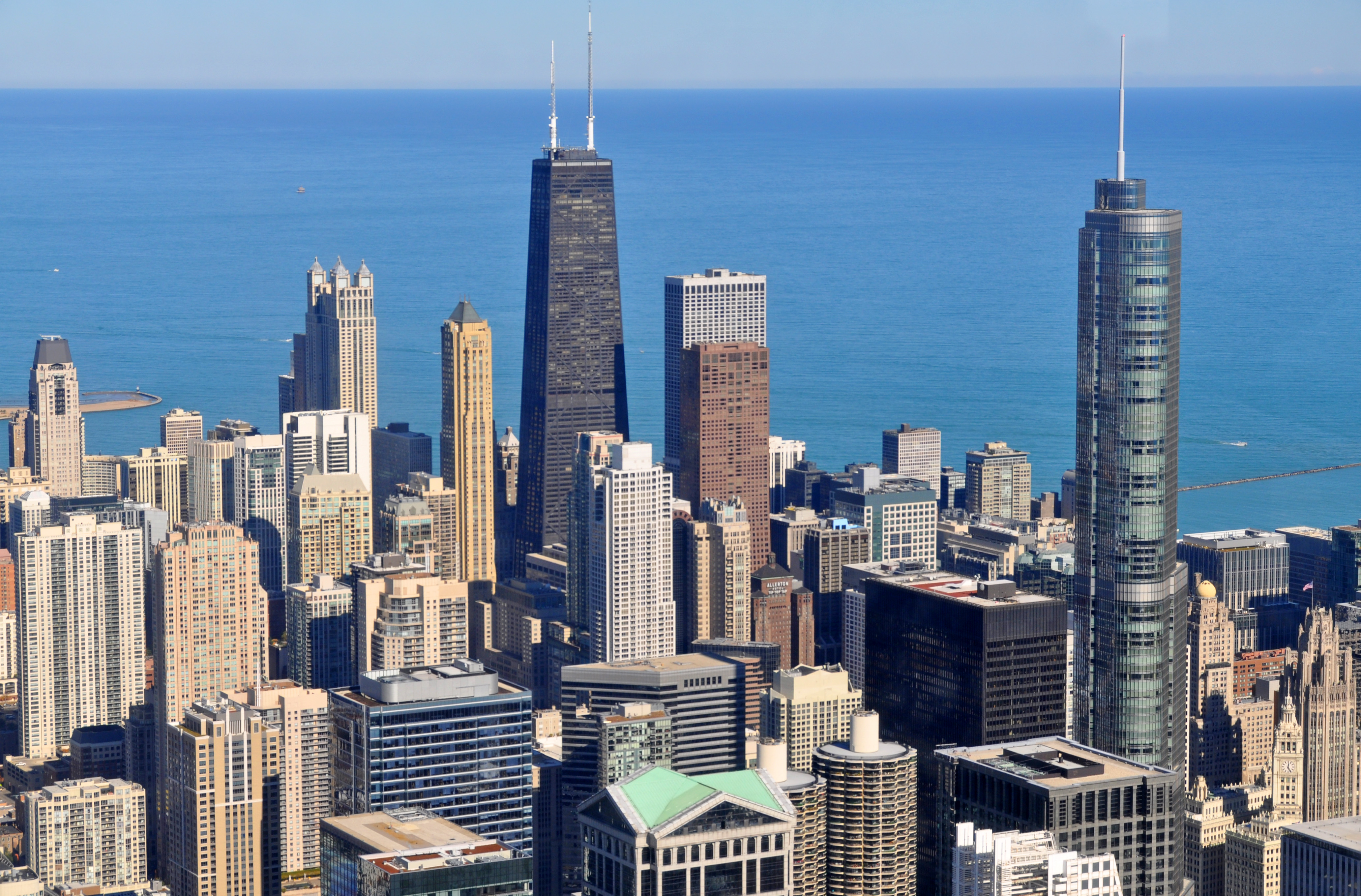
Vue depuis la Willis Tower.
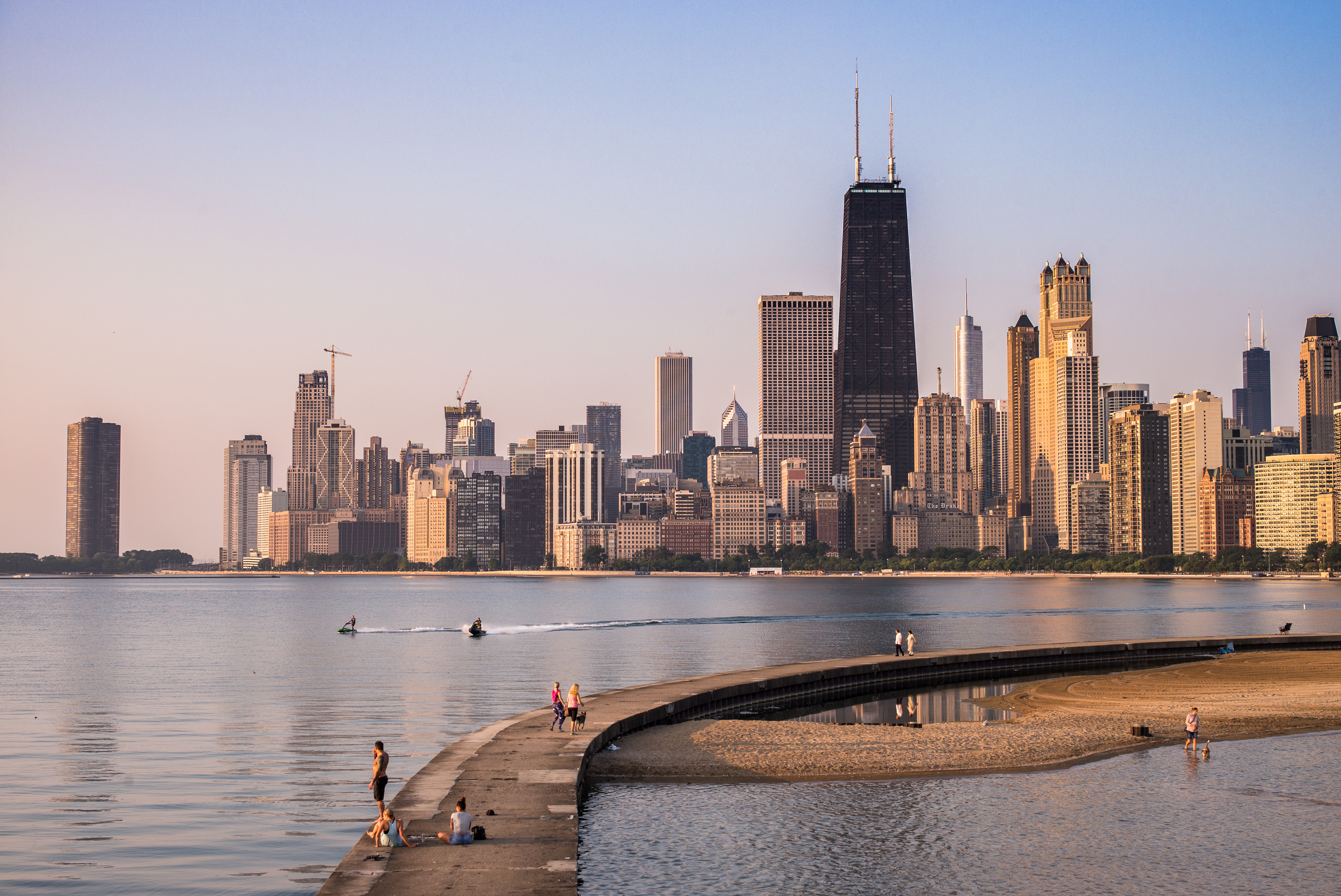
Lever de soleil depuis North Avenue Beach.
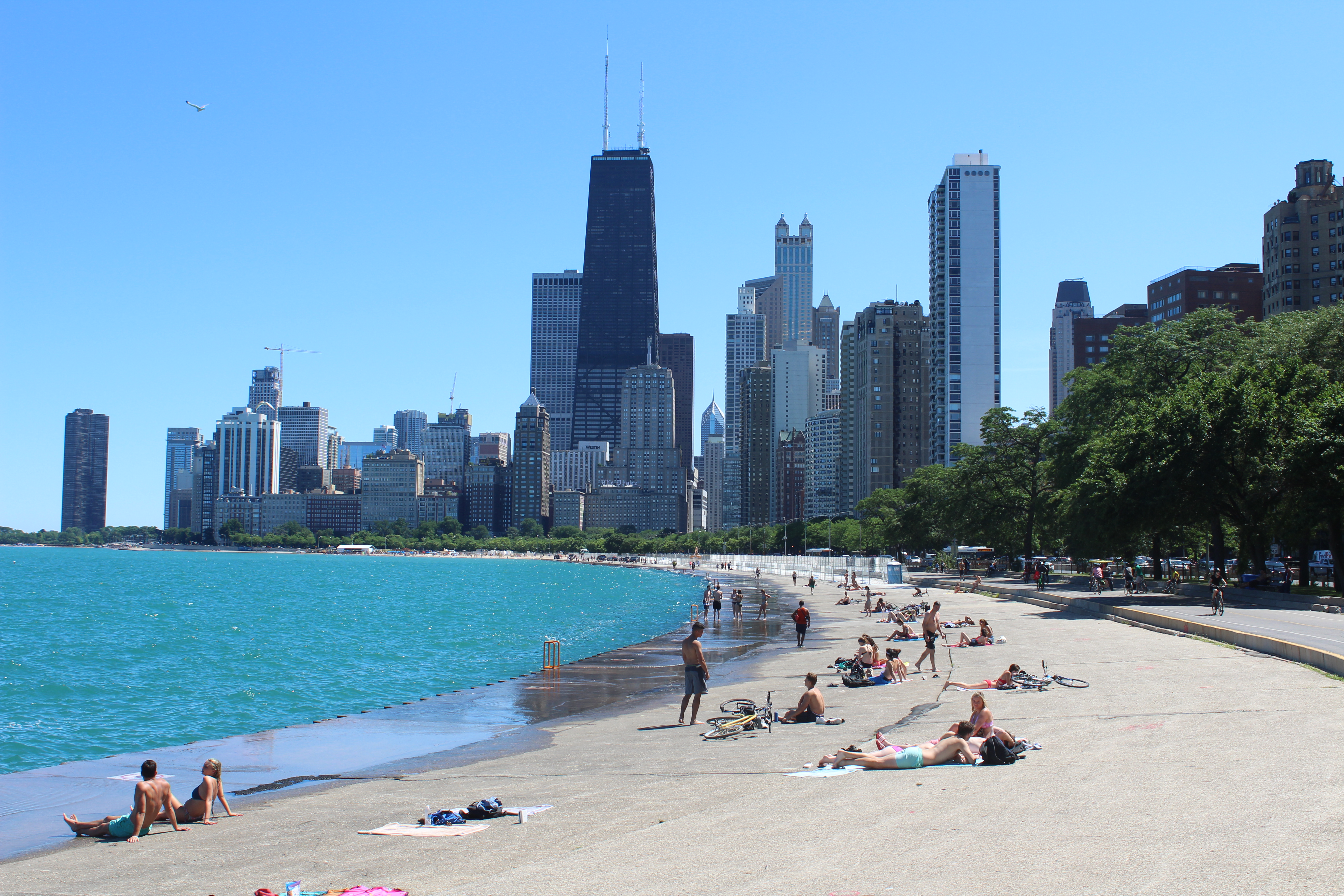
Vue depuis Oak Street Beach.
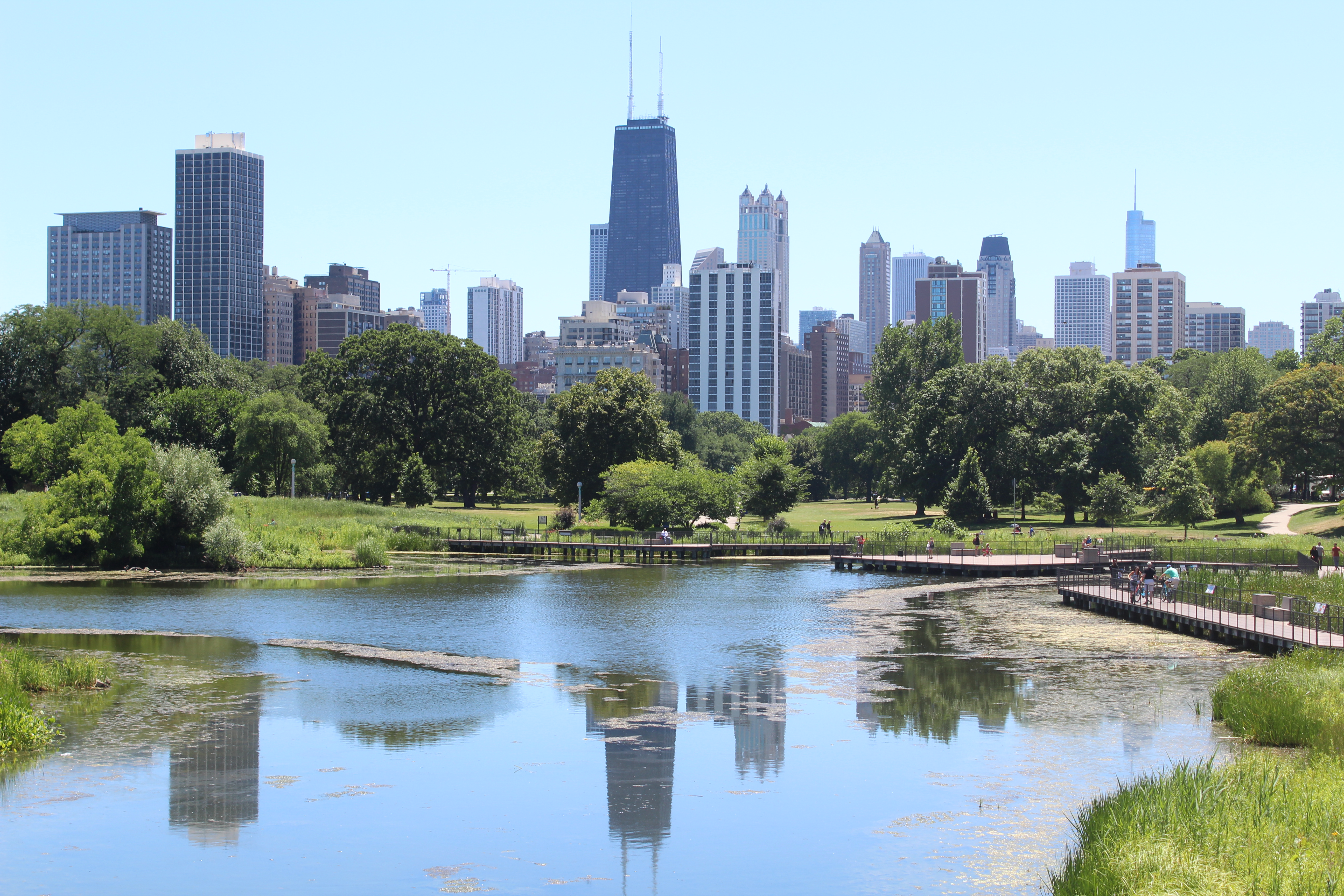
Vue depuis le plan d'eau du zoo de Lincoln Park.
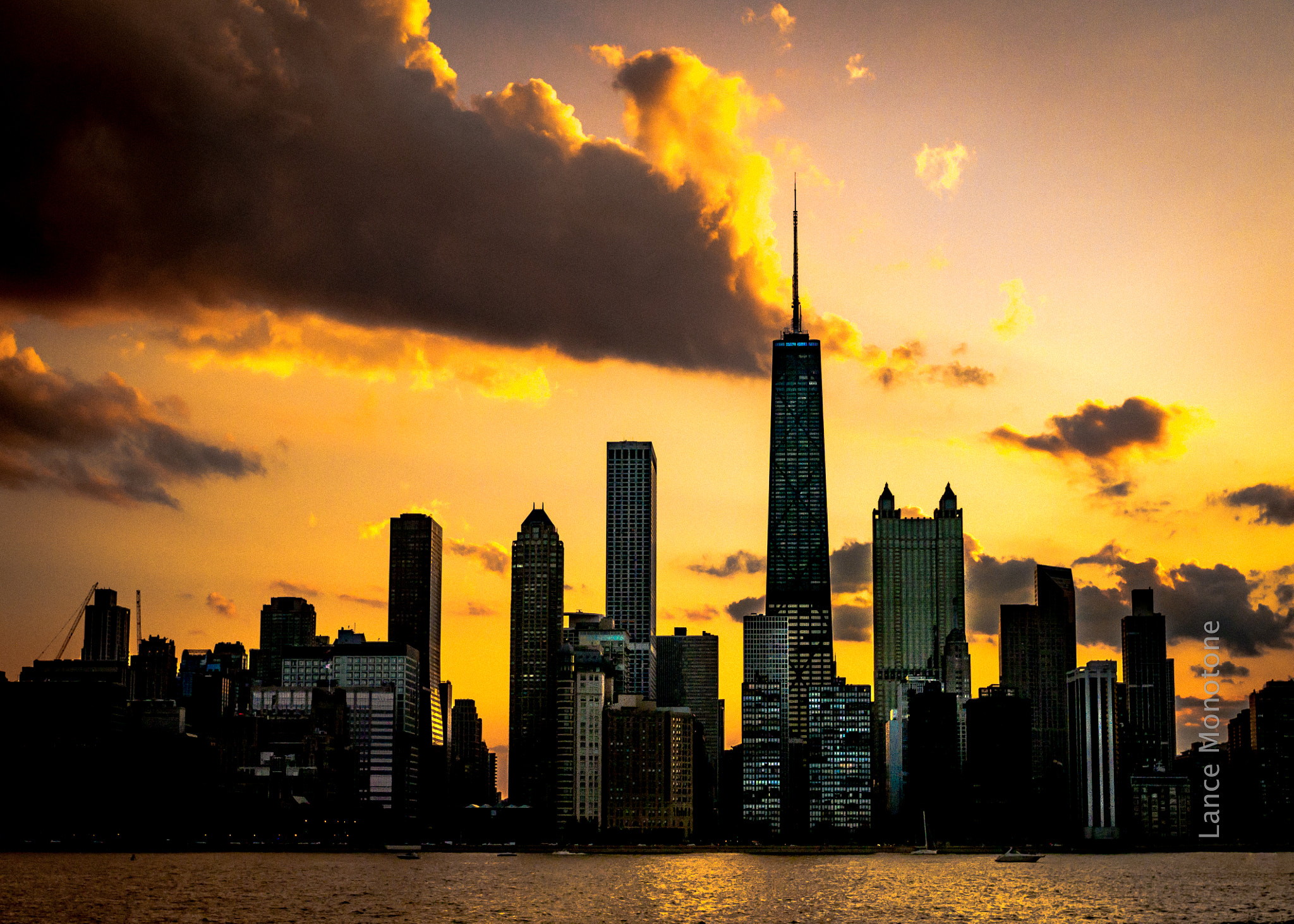
Coucher de soleil depuis le lac Michigan.